# آرون رامسديل
آرون كريستوفر رامسديل (بالإنجليزية: Aaron Christopher Ramsdale) (مواليد 14 مايو 1998) هو لاعب كرة قدم إنجليزي يلعب كحارس مرمى لصالح نادي ساوثهامبتون في الدوري الإنجليزي.

## روابط خارجية
- آرون رامسديل على موقع الاتحاد الأوربي (الإنجليزية)
- آرون رامسديل على موقع إي إس بي إن إف سي (الإنجليزية)
- آرون رامسديل على موقع قاعدة بيانات كرة القدم.إي يو (الإنجليزية)
- آرون رامسديل على موقع ليكيب (الفرنسية)
- آرون رامسديل على موقع ناشيونال فوتبول تيمز (الإنجليزية)
- آرون رامسديل على موقع Soccerbase.com (لاعب) (الإنجليزية)
- آرون رامسديل على موقع Soccerway.com (الإنجليزية)
- آرون رامسديل على موقع عالم كرة القدم.نت (الإنجليزية)